# Monte Livrio
De Monte Livrio is een 3174 meter hoge berg in op de grens van de Noord-Italiaanse regio's Lombardije enTrentino-Alto Adige.
De berg is een top in het westelijke deel van het Ortlermassief en ligt nabij de beroemde Stelviopas. De gletsjer van de berg maakt deel uit van het zomerskigebied Stelvio, dat het op een na hoogste van Europa is. Zoals de meeste gletsjers in de Alpen lijdt ook de gletsjer van de Monte Livrio onder de opwarming van het klimaat. Onderzoek heeft uitgewezen dat de ijsmassa waarschijnlijk binnen 100 jaar weggesmolten zal zijn.
Nabij de top staat op 3174 meter hoogte de berghut Rifugio Piccolo Livrio. Deze hut wordt veel gebruikt voor dieper in het massief gelegen toppen als de Cima degli Spiriti (Geisterspitze, 3465 m) en Cima Tuckett (Tuckettspitze, 3466 m).